# Mountain Road (Virginie)
 (mars 2025).
Mountain Road est une census-designated place située dans le comté de Halifax, dans l’État de Virginie, aux États-Unis. Lors du recensement de 2020, elle comptait 1 009 habitants.